# Hipódromo de Chantilly
El hipódromo de Chantilly (en francés: Hippodrome de Chantilly) es un centro de carreras de caballos de 65 hectáreas ubicado en el bosque de Chantilly y próximo al Château de Chantilly. Desde 1836 en sus instalaciones se disputa el Prix du Jockey Club y desde 1843 también el Prix du Diane, que son los equivalentes franceses al Derby de Epsom y Oaks de Epsom. En el hipódromo se disputan 42 jornadas de carreras al año (2018).
Es propiedad del Institut de France y es gestionado por France Galop. La gestión de las salas, así como el alquiler de espacios comerciales son dirigidos por la Fondation pour la sauvegarde et le développement du domaine de Chantilly del l'Aga Khan IV.

## Características técnicas
Tras el primer trazado que data de 1834, el trazado de las pistas actuales data de 1879. Originariamente son todas de césped y tienen un ancho de entre 25 y 30 metros. La recta final es de 600 metros de subida (10  m de desnivel en los últimos 800 metros), lo que la hace especialmente selectiva. Distinguimos las siguientes pistas :
- La pista principal (piste du Jockey Club) (2400 metros),
- La línea recta (ligne droite) (1200 metros),
- La pista mediana (moyenne piste) (2150 metros),
- La pista redonda (piste ronde) (2400 metros),
- La pista de fibra (piste en sable fibra) (1900 metros).

- 13 salidas diferentes, recorridos de 1000 metros. Línea recta de 600 metros.

## Las tribunas

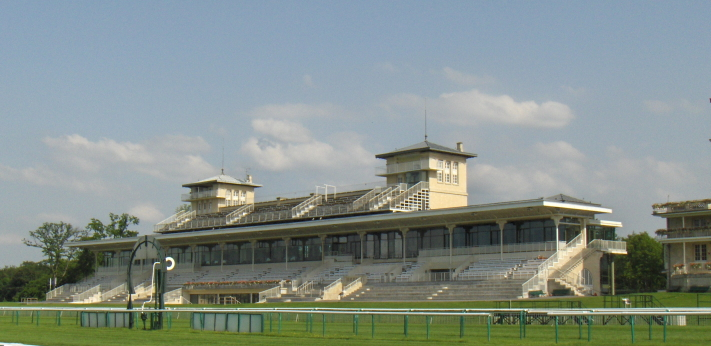
Tribuna principal

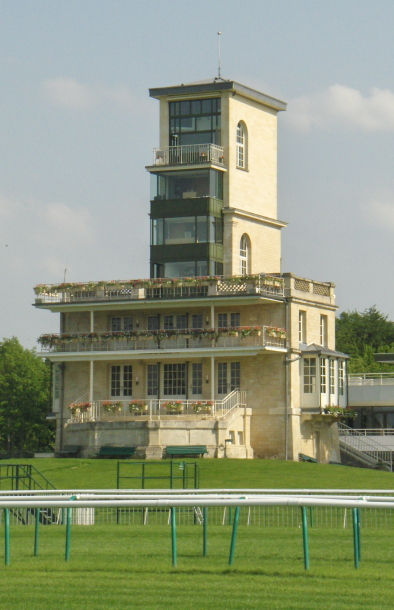
Tribuna del comité, antigua Tribuna del Príncipe

Actualmente, el hipódromo tiene capacidad para 30.000 espectadores, de los cuales 2.300 están sentados en las gradas. El hipódromo recibe cada año 40.000 visitantes.
Para sustituir las primeras gradas temporales construidas en 1835, el duque de Aumale, propietario del terreno, hizo construir dos nuevas tribunas en estilo anglo-normando en 1847 por el arquitecto Jean-Louis Victor Grisart . Fueron reconstruidas por Honoré Daumet, arquitecto del Château de Chantilly en 1881. El recinto de pesaje fue construido en 1891 por Charles Girault, alumno de Daumet. La tribuna del Comité, antigua tribuna del Príncipe, fue reconstruida en 1911 por el arquitecto Saint-Ange. El conjunto está catalogado como Monumento Histórico.

## Renovación y desarrollo
En 1994, France Galop sufrió grandes dificultades financieras y pensó en cerrar el hipódromo (al mismo tiempo que el de Maisons-Laffitte). Frente a esta amenaza, en 1998 se creó un grupo de interés público denominado Initiative pour un Développement Durable de Chantilly (IDC), que unió a France Galop, la Communauté de communes de l'aire cantilienne, el Institut de France, el propio Estado Francés, el Conseil régional de Picardie, el Conseil général de l'Oise, la ciudad de Chantilly y  el Aga Khan Development Network. Se realizaron obras en los alrededores del hipódromo y en las tribunas, en las que se invirtiéron 24 millones de euros. La tribuna principal se renovó completamente y se construyó un restaurante panorámico. Las renovaciones se inauguró el 28 de mayo de 2004. En 2006-2007, la Route des Aigles, que pasaba detrás de las gradas, desvió al bosque para poder trasladar allí el paddock de presentación e instalar un nuevo recinto de pesaje y un nuevo aparcamiento.
En 2011, France Galop construyó una pista de fibra, la única en los hipódromos parisinos. Con 1.900 metros de longitud, permite ampliar la temporada de carreras hasta el otoño y principios de la primavera, así como la celebración de carreras en cualquier temporada, permitiendo así aumentar hasta las 42 reuniones por año. Costó 4,4 millones de euros, de los cuales 3 millones pagados por France Galop. Se terminó de construir en diciembre de 2011 y la primera carrera se disputó en marzo de 2012.

## Principalescarrerasque se disputan en Chantilly
Desde la creación de la pista de fibra, la temporada de carreras dura todo el año, con sólo breves interrupciones en diciembre y agosto. Las jornadas en pista de hierba se celebran entre marzo y noviembre. Los mejores meetings de carreras tienen lugar en mayo, junio y septiembre:
- Prix du Jockey Club (Grupo 1) : en junio, 2100 m para potros y potrancas de 3 años
- Prix de Diane (Grupo 1) : en junio, 2100 m para potrancas de 3 años
- Prix du Gros-Chêne (Grupo 2) : en mayo/junio, 1000 m para caballos y yeguas de 3 años en adelante
- Prix de Sandringham (Grupo 2) : en mayo/junio, 1600 m para potrancas de 3 años
- Grand Prix de Chantilly (Grupo 2) : en mayo/junio, 2400 m para caballos y yeguas de 4 años en adelante
- Prix Robert Papin (Grupo 2) : julio, 1200 m para potros y potrancas de 2 años
- Critérium de Maisons-Laffitte (Grupo 2) : octubre, 1200 m para potros y potrancas de 2 años
- Prix Sigy (Grupo 3) : en abril
- Prix de Guiche (Grupo 3) : en mayo, 1800 m para potros de 3 años
- Prix Texanita (Grupo 3) : en mayo
- Prix de Royaumont (Grupo 3) : en junio, 2400 m para potrancas de 3 años
- Prix de Sandringham (Grupo 3) : en junio
- Prix Bertrand du Breuil (ex Prix du Chemin de Fer du Nord) (Grupo 3) : en junio, 1600 m, para caballos y yeguas de 4 años en adelante
- Prix du Bois (Grupo 3) : en junio
- Prix du Lys (Grupo 3) : en junio
- Prix Chloé (Grupo 3) : en julio
- Prix Messidor (Grupo 3) : en julio
- Prix Bertrand de Tarragon (Grupo 3) : en septiembre
- Prix de Condé (Grupo 3) : en septiembre
- Prix Eclipse (Grupo 3) : en septiembre
- Prix de Seine-et-Oise (Grupo 3) : en octubre
- Prix Miesque (Grupo 3) : en octubre

El Prix Jean Prat (Grupo 1), que se disputa a principio de julio, sobre 1600 m y para potros de 3 años, que se venía disputando en Chantilly, fue transferido a Deauville en 2018.
Debido a las obras de renovación en el Hipódromo de Longchamp, Chantilly acogió en octubre de 2016 y 2017, el prestigioso Prix de l'Arc de Triomphe, así como las demás carreras que tienen lugar el mismo fin de semana, entre ellas: el Prix Jean-Luc Lagardère, el Prix du Cadran, el Prix de l'Abbaye de Longchamp, el Prix de l'Opera y el Prix Marcel Boussac - Critérium des Pouliches.

## Otros usos del Hipódromo
- Las pistas del hipódromo se utilizan para el entrenamiento de caballos de carreras todos los martes. Más de 800 caballos realizan más de 2.000 galopes de entrenamiento al año.
- En el interior de las pistas se celebra el Jumping de Chantilly: dos competiciones de salto organizadas cada año en el hipódromo:
  - el Grand National, en abril
  - Concours de Saut International (CSI) 5 estrellas (*****) en julio.

En 2010, Chantilly se integra en el Global Champions Tour al obtener una quinta estrella, convirtiéndose en el segundo CSI en Francia junto a Cannes. Se instaló de forma permanentemente una pista de fibra de 150  m por 100  m en el centro de las pistas, al oeste del hipódromo.
También sirve regularmente como campo (o “lugar”) para volar cometas.
Las tribunas también acogen diversas exposiciones a lo largo del año.